# Diego Peretti
Diego Aldo Peretti,
més conegut com Diego Peretti (Buenos Aires, 10 de febrer de 1963), és un actor i psiquiatra argentí. Entre altres treballs, és conegut per haver protagonitzat la sèrie de televisió Los simuladores i les pel·lícules No sos vos, soy yo, Tiempo de valientes, Wakolda, Re loca i El robo del siglo.

## Biografia

### Primers anys
Diego Peretti va néixer el 10 de febrer de 1963 al barri de Constitución de la ciutat de Buenos Aires, i va viure a la cantonada dels carrers San Juan i Lima. El seu pare era Aldo Juan Peretti, un immigrant italià que ensenyava física i matemàtica, i la seva mare, Margarita Venegas, era una immigrant espanyola (oriünda de Madrid) que venia roba.
Va realitzar els seus estudis primaris en el col·legi Cangallo Schule i el secundari en el Col·legi Nacional Buenos Aires. Seguint el consell dels seus pares va decidir començar una carrera universitària, graduant-se com a metge en l'especialitat de psiquiatria. Durant els seus anys d'estudiant va militar al Partit Intransigent de la universitat.
Va començar a estudiar actuació amb Raúl Serrano com un passatemps quan estava en segon any de la facultat.

## Carrera actoral
Mentre realitzava la residència a l'hospital Castex, Peretti va començar a actuar en teatre, en obres com a Angelito, Volver a la Habana i Bar Ada. El primer paper de Diego Peretti a la televisió va ser el 1993 en l'unitari Zona de riesgo. L'any següent va interpretar al Tarta a la sèrie policial Poliladro. En el segon any d'aquesta sèrie Peretti va abandonar definitivament la psiquiatria per a dedicar-se a l'actuació.
En 1997 va actuar en televisió en RRDT al costat de Carlos Calvo i China Zorrilla, i va realitzar la seva primera pel·lícula en cinema, El sueño de los héroes, sota la direcció de Sergio Renán. A l'any següent va participar en la telenovel·la de Canal 13, Gasoleros. En cinema va ser convocat per participar en els curts Punto muerto i Los últimos días de Damián Szifron, i als llargmetratges Taxi, un encuentro (2000) i Alma mía, protagonitzat per Pablo Echarri i Araceli González. Peretti va participar en la sèrie Culpables durant el 2001, labor per la qual va rebre un premi Martín Fierro al millor actor d'unitari i/o minisèrie. A l'any següent, va començar la sèrie Los simuladores novament al costat de Szifron, en la qual Peretti interpretava a Emilio Ravenna i també contribuïa amb els guions. Aquest mateix any va fer un cameo fent un espectacle de stand-up en la pel·lícula El fondo del mar del mateix director.
El 2004 va actuar en la pel·lícula No sos vos, soy yo, dirigida per Juan Taratuto en el paper d'un cirurgià amb problemes maritals. Amb aquesta pel·lícula va guanyar el premi al millor actor en la XI Mostra de Cinema Llatinoamericà de Lleida i a televisió coprotagonitzà l'unitari Locas de amor, interpretant al psiquiatra Martín Uribelarrea. L'any següent va protagonitzar la segona pel·lícula de Szifron, Tiempo de Valientes. Allí interpreta al llicenciat Mariano Silverstein, psicòleg jueu, al costat de Luis Luque. A televisió va actuar a Botines i protagonitzà Criminal. Novament sota la direcció de Juan Taratuto va interpretar el seu següent paper (Aldo) en la pel·lícula ¿Quién dice que es fácil? de 2006, al costat de l'actriu Carolina Peleritti (com Andrea). Va ser el protagonista del remake d' El hombre que volvió de la muerte el 2007 on va interpretar el personatg d'Elmer Van Hess, originalment dut a terme per Narciso Ibáñez Menta. Al mateix temps, va interpretar el paper de Santana a la cinta neo-noir La señal, dirigida i protagonitzada per Ricardo Darín.

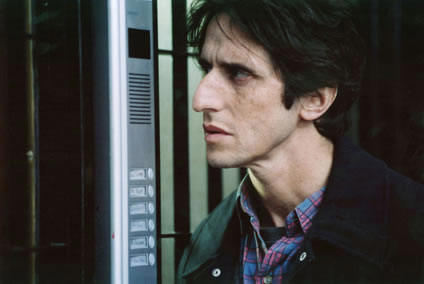
Diego Peretti en un dels seus films

El 2008 va participar en la sèrie espanyola Cuestión de sexo, en la qual va interpretar a Bernardo, el psicòleg de l'institut, en la qual participava Willy Toledo, Pilar Castro, Carmen Ruiz i Sabrina Garciarena. A l'any següent, va protagonitzar Música en espera, al costat de Natalia Oreiro, on va interpretar a un musicalitzador de pel·lícules. Després va protagonitzar l'espanyola Maktub, el 2011, i En fuera de juego, el 2012. El 2012 va encarnar al psicòleg Guillermo Montes aEn terapia, cicle que ho va tenir com a protagonista durant tres temporades, entre 2012 i 2014, per la TV pública. Per la seva actuació va rebre durant dos anys consecutius el premi Martín Fierro al millor actor d'unitari i/o minisèrie.
En 2013 va protagonitzar Wakolda, al costat de Natalia Oreiro. Aquesta pel·lícula va ser triada per l'Acadèmia de les Arts i les Ciències Cinematogràfiques com a precandidata a millor pel·lícula parlada en idioma estranger per als premis Oscar per l'Argentina. Les seves següents pel·lícules foren Papeles en el viento, al costat de Diego Torres, Pablo Echarri i Pablo Rago, i després Sin hijos, en coproducció amb Espanya. En teatre va protagonitzar l'obra La chica del adiós, amb Paola Krum, per la qual va guayar el premi ACE al millor actor protagonista de comèdia el 2015, i el 2017 va protagonitzar Los Vecinos de Arriba, al Teatro Metropolitan Sura.

## Filmografia

### Cinema
| Any  | Títol                                 | Paper                 | Director                                                         | Premis |
| ---- | ------------------------------------- | --------------------- | ---------------------------------------------------------------- | --- |
| 1997 | El sueño de los héroes                | Maidana               | Sergio Renán                                                     | |
| 1998 | Punto muerto (curt)                   |                       | Damián Szifron                                                   | |
| 1998 | Cohen vs. Rosi                        | Ernesto, el cameraman | Daniel Barone                                                    | |
| 1998 | Mala época                            | Antonio               | Mariano De Rosa, Rodrigo Moreno, Salvador Roselli i Nicolás Saad | |
| 1999 | Los últimos días (migmetratge)        |                       | Damián Szifron                                                   | |
| 1999 | Alma mía                              | Mario                 | Daniel Barone                                                    | Nominat — Cóndor de Plata a l'actor revelació |
| 2000 | Los Pintín al rescate                 | Tacho (veu)           | Franco Bíttolo                                                   | |
| 2001 | Taxi, un encuentro                    | Esteban "Gato"        | Gabriela David                                                   | Nominat — Cóndor de Plata al millor actor |
| 2003 | El fondo del mar                      | Ñaca 1                | Damián Szifron                                                   | |
| 2004 | No sos vos, soy yo                    | Javier                | Juan Taratuto                                                    | Premi de la XI Mostra de Cinema Llatinoamericà de Lleida al millor actor Nominat — Premi Clarín al millor actor de cinema                                                     |
| 2005 | Tiempo de valientes                   | Mariano Silverstein   | Damián Szifron                                                   | Premi del Festival Internacional de Cinema de Comèdia de Peníscola al millor actor Nominat — Cóndor de Plata al millor actor Nominat — Premi Clarín al millor actor de cinema |
| 2007 | ¿Quién dice que es fácil?             | Aldo                  | Juan Taratuto                                                    | Nominat — Cóndor de Plata al millor actor |
| 2007 | La señal                              | Santana               | Ricardo Darín i Martín Hodara                                    | Cóndor de Plata al millor actor de repartiment Nominat — Cóndor de Plata al millor guió adaptat                                                                               |
| 2009 | Música en espera                      | Ezequiel Font         | Hernán Goldfrid                                                  | Nominat — Cóndor de Plata al millor actor Nominat — Premi Sur al millor actor                                                                                                 |
| 2009 | Al final del camino                   | Olmo                  | Roberto Santiago                                                 | |
| 2010 | Más adelante (curt)                   | Max                   | Lucía Puenzo i Esteban Puenzo                                    | |
| 2011 | Un amor                               | Bruno                 | Paula Hernández                                                  | |
| 2011 | Maktub                                | Manolo                | Paco Arango                                                      | |
| 2012 | En fuera de juego                     | Diego Garrido         | David Marqués                                                    | |
| 2013 | La reconstrucción                     | Eduardo               | Juan Taratuto                                                    | Premi del Festival Internacional del Nou Cinema Llatinoamericà de l'Havana al millor actor Cóndor de Plata al millor actor Nominat — Premi Sur al millor actor                |
| 2013 | Wakolda                               | Enzo                  | Lucía Puenzo                                                     | |
| 2015 | Papeles en el viento                  | Fernando Raguzzi      | Juan Taratuto                                                    | |
| 2015 | Showroom                              | Diego Peretz          | Fernando Molnar                                                  | |
| 2015 | Sin hijos                             | Gabriel Cabau         | Ariel Winograd                                                   | |
| 2016 | Mecánica popular                      | Armando Carreras      | Alejandro Agresti                                                | |
| 2016 | La noche que mi madre mató a mi padre | Ell mateix            | Inés París                                                       | |
| 2017 | Casi leyendas                         | Javier                | Gabriel Nesci                                                    | |
| 2017 | Mamá se fue de viaje                  | Víctor Garbo          | Ariel Winograd                                                   | |
| 2018 | Re loca                               | Psiquiatra            | Martino Zaidelis                                                 | |
| 2019 | Iniciales S.G.                        | Sergio Gainsbourg     | Rania Attieh i Daniel García                                     | |
| 2020 | El robo del siglo                     | Fernando Araujo       | Ariel Winograd                                                   | |
| 2021 | La noche mágica                       | Nicola                | Gastón Portal                                                    | |

### Televisió
| Any       | Títol                             | Canal      | Personatge                                           | Notes        |
| --------- | --------------------------------- | ---------- | ---------------------------------------------------- | ------------ |
| 1992-1993 | Zona de riesgo                    | El Trece   | Sebastián                                            | 19 episodis  |
| 1995-1997 | Poliladron                        | El Trece   | Rodolfo "Tarta" Gómez                                | 113 episodis |
| 1997-1998 | R.R.D.T.                          | El Trece   | Goma                                                 | 30 episodis  |
| 1998      | Gasoleros                         | El Trece   | Arturo Ferreti                                       | 41 episodis  |
| 1999-2000 | Campeones de la vida              | El Trece   | Sandro Ulloa                                         | 500 episodis |
| 2001      | Culpables                         | El Trece   | Claudio Linares                                      | 39 episodis  |
| 2002-2003 | Máximo corazón                    | Telefe     | Basilio Correa                                       | 139 episodis |
| 2002-2003 | Los simuladores                   | Telefe     | Emilio Ravenna                                       | 24 episodis  |
| 2004      | Locas de amor                     | El Trece   | Martín Uribelarrea                                   | 35 episodis  |
| 2005      | Botines                           | El Trece   | Tano "Ep1: Los 4 reyes magos"                        | 3 episodis   |
| 2005      | Botines                           | El Trece   | Matías "Ep5: Lisy"                                   | 3 episodis   |
| 2005      | Botines                           | El Trece   | Carlos Espejo "Ep14: No importa porque yo te quiero" | 3 episodis   |
| 2005      | Criminal                          | Canal 9    | Alejandro Ruiz                                       | 13 episodis  |
| 2006      | Mujeres asesinas                  | El Trece   | Pablo "Ep8: Susana, dueña de casa"                   | 1 episodi    |
| 2006      | Sos mí vida                       | El Trece   | Aldo Pelussi                                         | 29 episodis  |
| 2007      | El hombre que volvió de la muerte | El Trece   | Elmer Van Hess                                       | 14 episodis  |
| 2008      | Cuestión de sexo                  | Cuatro     | Bernardo Díaz                                        | 13 episodis  |
| 2009      | Revelaciones                      | El Trece   | Guillermo Correa                                     | 1 episodi    |
| 2012-2014 | En terapia                        | TV Pública | Guillermo Montes                                     | 113 episodis |
| 2018      | El host                           | FOX        | Ell mateix                                           | 1 episodi    |
| 2021      | El reino                          | Netflix    | Emilio Vázquez Pena                                  | 8 episodis   |

## Teatre[10]
| 1989-1990 | La ilusión del orgasmo                       |
| 1990-1991 | Volver a La Habana                           |
| 1991-1992 | Angelito                                     |
| 1994      | El enemigo de la clase                       |
| 1994      | Juegos a la hora de la siesta                |
| 1996      | Poliladron                                   |
| 1997-1998 | Bar Ada                                      |
| 1998-1999 | El submarino                                 |
| 1999-2000 | La mano en el frasco, en la caja, en el tren |
| 2000      | Perro de playa                               |
| 2001      | Confesiones del pene                         |
| 2002      | Nuestro fin de semana                        |
| 2003-2004 | Discepolín y yo                              |
| 2004      | La ópera de los tres centavos                |
| 2007-2009 | Muerte de un viajante                        |
| 2010      | Aráoz y la verdad                            |
| 2011      | Un tranvía llamado Deseo                     |
| 2013-2014 | El placard                                   |
| 2015      | La chica del adiós                           |
| 2017-2019 | Los vecinos de arriba                        |
| 2018      | Por H o por B                                |
| 2020      | Inmaduros                                    |

## Premis i nominacions

### Premi Cóndor de Plata
| Any  | Categoria                   | Programa            | Resultat  |
| ---- | --------------------------- | ------------------- | --------- |
| 2000 | Revelación masculina        | Alma mía            | Nominat   |
| 2002 | Millor actor                | Taxi, un encuentro  | Nominat   |
| 2006 | Millor actor                | Tiempo de valientes | Nominat   |
| 2008 | Millor guió adaptat         | La señal            | Nominat   |
| 2008 | Millor actor de repartiment | La señal            | Guanyador |
| 2010 | Millor actor                | Música en espera    | Nominat   |
| 2014 | Millor actor                | La reconstrucción   | Guanyador |

### Premi Martín Fierro
| Any  | Categoria                            | Programa                             | Resultat  |
| ---- | ------------------------------------ | ------------------------------------ | --------- |
| 2001 | Millor actor d'unitari i/o minisèrie | Culpables                            | Guanyador |
| 2002 | Millor actor d'unitari i/o minisèrie | Los simuladores                      | Nominat   |
| 2003 | Millor actor d'unitari i/o minisèrie | Los simuladores                      | Nominat   |
| 2004 | Millor actor d'unitari i/o minisèrie | Locas de amor                        | Nominat   |
| 2005 | Millor actor d'unitari i/o minisèrie | Criminal, Botines i Mujeres asesinas | Guanyador |
| 2007 | Millor actor d'unitari i/o minisèrie | El hombre que volvió de la muerte    | Nominat   |
| 2012 | Millor actor d'unitari i/o minisèrie | En terapia                           | Nominat   |
| 2013 | Millor actor d'unitari i/o minisèrie | En terapia                           | Guanyador |
| 2014 | Millor actor d'unitari i/o minisèrie | En terapia                           | Guanyador |

### Premis Clarín
| Any  | Categoria                 | Programa        | Resultat  |
| ---- | ------------------------- | --------------- | --------- |
| 2002 | Millor actor en televisió | Los simuladores | Guanyador |
| 2005 | Millor actor en televisió | Criminal        | Guanyador |

### Premis Konex
| Any  | Categoria                                                        | Resultat  |
| ---- | ---------------------------------------------------------------- | --------- |
| 2011 | Diploma al Mèrit: Actor de Cinema de la dècada 2001-2010.        | Guanyador |
| 2011 | Diploma al Mèrit: Guionista de Televisió de la dècada 2001-2010. | Guanyador |
| 2021 | Diploma al Mèrit: Actor de Cinema de la dècada 2011-2020.        | Guanyador |